# Kasamatsu
Kasamatsu (japanska: 笠松町?, Kasamatsu-chō) är en landskommun i Gifu prefektur i Japan. 
Den ligger strax söder om staden Gifu.